# Raggruppamento degli Operai di Slovacchia
Il Raggruppamento degli Operai di Slovacchia (in slovacco: Združenie robotníkov Slovenska - ZRS) è stato un partito politico slovacco di orientamento socialista e ruralista fondato da Ján Ľupták nel 1994, in seguito ad una scissione dal Partito della Sinistra Democratica.
Dopo aver ottenuto il 7,35% dei voti e 13 seggi alle elezioni parlamentari del 1994, entrò a far parte del governo guidato dal conservatore Vladimír Mečiar, insieme a Movimento per una Slovacchia Democratica, Partito Contadino di Slovacchia e Partito Nazionale Slovacco: ZRS espresse tre ministri, con Ján Mráz (infrastrutture e sviluppo regionale), Jozef Liščák (giustizia) e Peter Bisák (funzione pubblica e privatizzazione dei beni nazionali).
Nel 2001 una componente dette vita al Partito Operaio (Robotnícka strana - ROSA).
Successivamente scomparso dalla scena politica, il partito decretò il proprio scioglimento il 28 novembre 2017.

## Risultati elettorali
| Elezione          | Voti    | %    | Seggi    |
| ----------------- | ------- | ---- | -------- |
| Parlamentari 1994 | 211.321 | 7,35 | 13 / 150 |
| Parlamentari 1998 | 43.809  | 1,30 | 0 / 150  |
| Parlamentari 2002 | 15.755  | 0,55 | 0 / 150  |
| Parlamentari 2006 | 6.864   | 0,30 | 0 / 150  |
| Parlamentari 2010 | 6.196   | 0,24 | 0 / 150  |